# Aponogeton proliferus
Aponogeton proliferus är en enhjärtbladig växtart som beskrevs av Carl Barre Hellquist och Surrey Wilfrid Laurance Jacobs. Aponogeton proliferus ingår i släktet Aponogeton och familjen Aponogetonaceae.
Artens utbredningsområde är Queensland. Inga underarter finns listade.